# 韓式泡菜
韓式泡菜（： kimchi），又稱韓国泡菜、朝鮮泡菜，韓國官方公告的中文標準譯名為辛奇，是朝鲜民族的一種傳統醃食品，既可以作为佐餐小菜，又可以作为食材入菜烹制。
朝鲜泡菜热量低，富含纤维素、維生素A、B、C并含有对人体有益的乳杆益生菌，曾在2012年被美国華納媒體《健康杂志》评为世界五大最健康食品之一，也有观点认为韓式泡菜与其它泡菜一样含有亚硝酸盐，过度食用会引发胃癌。然而，酸醃漬法常用的乳酸菌、醋酸並不會增加亞硝酸鹽含量。

## 歷史

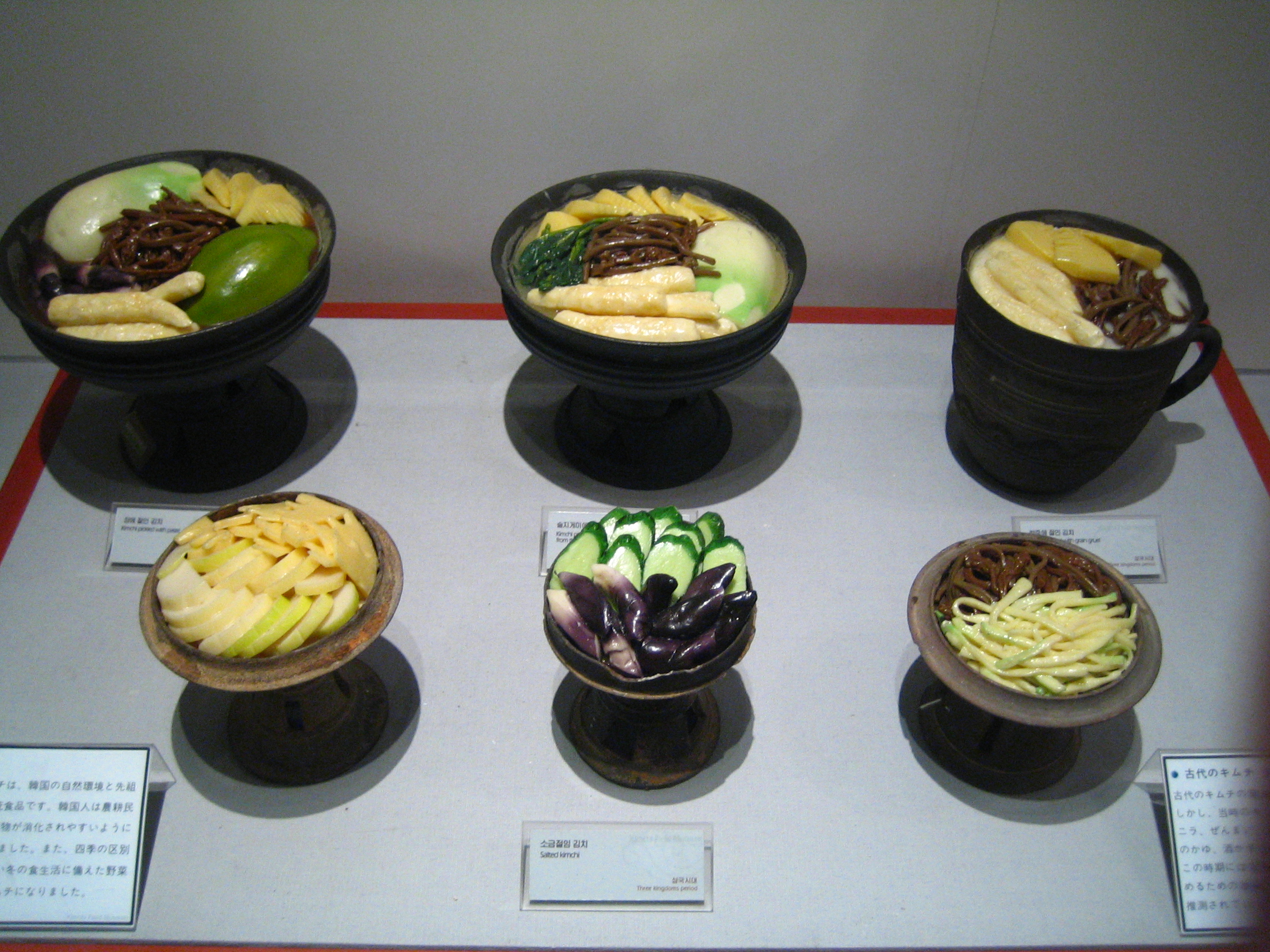
韩国早期不放辣椒的泡菜，僅浸入醃漬的泡菜，韓國人稱之為「水泡菜」

韓式泡菜起源于朝鲜三国时代，最初稱為「沉菜」（中古朝鲜語：／ Chimchae）。 概因其原為一種利用當地蔬菜製作的酸菜或鹹菜，取菜沉於水中之貌而命名，而後語音訛變才成為今日之名。另外據《三國史記》記載，神文王於683年娶王妃時下令準備的聘禮中包括醬油、大醬、醬汁類等食品。即“泡菜類”，中國古代称其为「菹」，在朝鲜三国时代后經過統一新羅時代、高麗時代，其製作方法不斷改變。在當時，韓式泡菜可能是以萝卜為主原料的泡萝卜、腌菜、醬菜為主。
朝鲜王朝时期，辣椒由美洲传入亚洲和朝鲜半岛。辣椒对韓式泡菜的制作产生了重大的影响，使其在味道和色泽方面都得到了改进。
2013年12月5日聯合國教科文組織（UNESCO）保護非物質文化遺產政府間委員會會議在亞塞拜然巴庫通過決議，正式將韓國「醃製越冬泡菜文化」列入教科文組織人類非物質文化遺產代表名錄。
2014年11月，中華人民共和國將「泡菜制作技艺（朝鲜族泡菜制作技艺）」列入第四批国家级非物质文化遗产代表性项目名录，申報地區為吉林省延吉市。
2015年，在纳米比亚温得和克举行的联合国教科文组织第十届非物质文化遗产保护政府间委员会会议上，朝鲜的腌泡菜习俗被列入世界非物质文化遗产名录。

## 各種調理方式

### 辣白菜
在初冬將整棵大白菜豎著對剖為兩半，或者不剖，先用盐淹過，去除多餘水份，把自製的辣醬混合蒜、洋蔥、辣椒粉、辣椒乾、梨磨碎及、絲，或紅蘿蔔絲、葱末等配料，再加上魚露、搗碎了的蝦或是蝦醬及其他海產，均勻地塗抹在每片大白菜上面，然後層層碼好放入甕缸裡貯存就可以了。泡菜貯存得愈久，味道就愈好，但一定要保持貯存地方周圍的環境清涼。

### 其他各種形式
- 萝卜泡菜
- 白菜萝卜泡菜
- 黃瓜泡菜，餡黃瓜
- 水果泡菜，用苹果和梨泡制的泡菜。
- 包飯泡菜
- 芥菜泡菜
- 萝卜莖泡菜
- 高麗菜泡菜
- 黃金泡菜
- 韭菜泡菜[10]
- 蛋白草泡菜[10]
- 馬鈴薯泡菜[10]

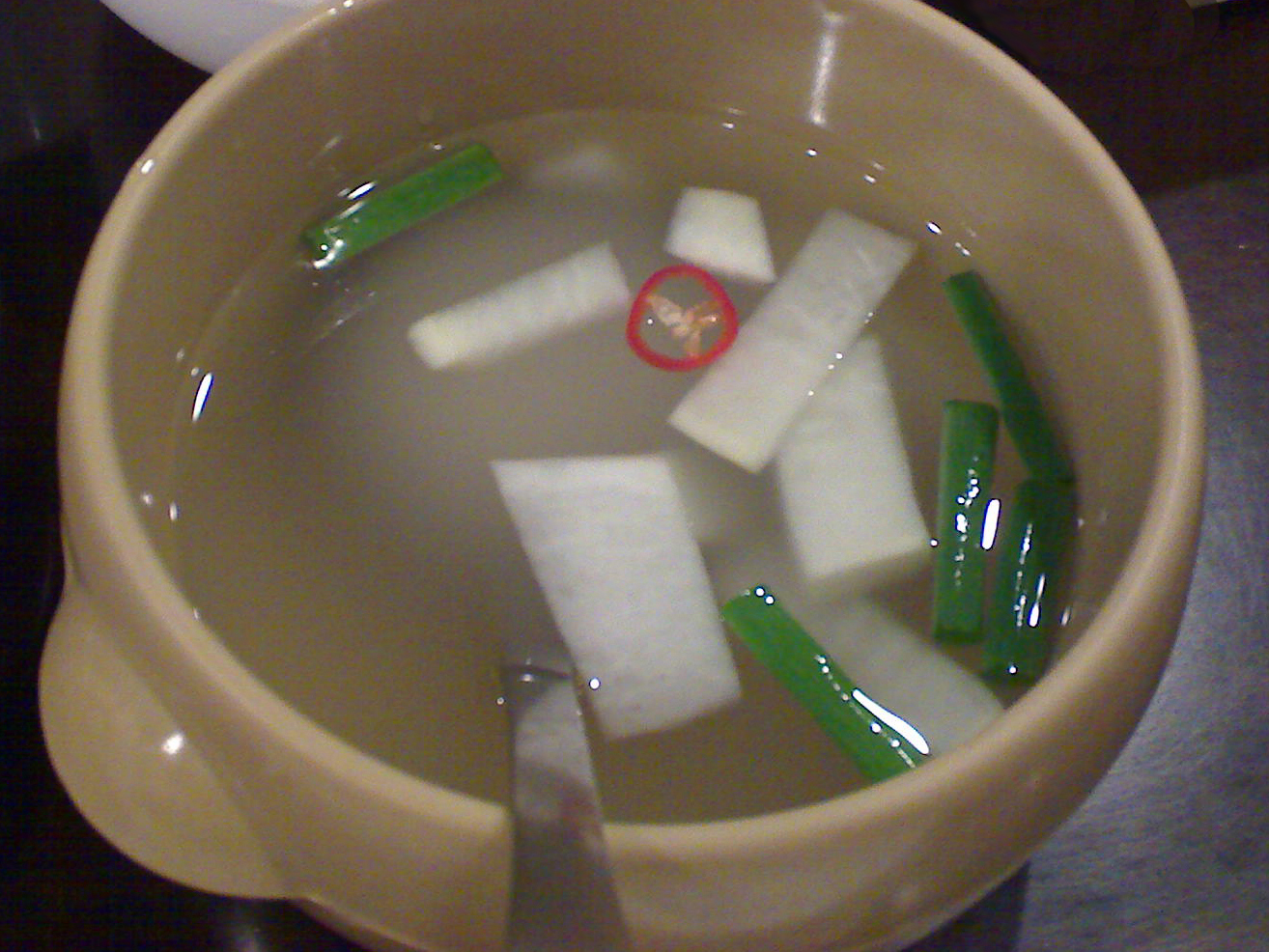
冬季经常食用的韓式泡菜

- 水泡菜（早期的泡菜，泡菜水為朝鮮冷麵的主要材料）
- 包裹泡菜（泡菜中最名貴者，有鮑魚、牡蠣、章魚等各種海鮮）

泡菜可用来制作泡菜炒飯、泡菜壽司，發酸的泡菜可伴豬肉、豆腐，以砂鍋熱之（泡菜鍋）。
除了以上種類，也可根據醃漬泡菜時使用的主材料，對泡菜進行分類。如泡菜類、泡菜塊兒類、泡萝卜類、醃菜類、鹹菜類、食醯類等。

## 效能與營養
- 韓式泡菜含各种维生素，有蒜的香味，類似冬菜。[2][3]
- 韓式泡菜隨著發酵，產生抗菌作用。[2][3]
- 韓式泡菜因蔬菜的液汁和食鹽等的復合作用而有淨化腸胃的作用。[2][3]
- 韓式泡菜促進胃腸內的蛋白質分解，並使腸內微生物（乳酸菌）的分佈趨於正常化。[2][3]
- 韓式泡菜有助於成人病的預防，對肥胖、高血壓、糖尿病、癌症有抑制效果[2][3]。但韓式泡菜中的亚硝酸盐和辣椒素有概率會令過量食用的人產生胃癌[11][12][13][14][15][16]。

## 更名
2013年11月，韓國官方正式将該食品中文譯名定為「辛奇」，取自辛辣的「辛」與新奇的「奇」，以示其特質。並透過韓國農水產流通公社在中國大陸、台灣、香港等地區提出申請註冊「辛奇」商標。
2014年5月14日，韩国國立國語院将“辛奇”改回原译名“泡菜”。
2021年7月22日，由於韓式泡菜在中文中被译为“泡菜”，在韓國國內引发与四川泡菜的混淆和争议，韩国文化體育觀光部再次将译名定为“辛奇”。

## 外部連結
- 韩国泡菜做法 （页面存档备份，存于）
- 首尔文化网 韩国泡菜 （页面存档备份，存于）
- 第17季 世界泡菜文化慶典 （页面存档备份，存于）
- 首尔泡菜文化体验馆推出泡菜体验活动